# 駿台ミシガン国際学院
駿台ミシガン国際学院（すんだいミシガンこくさいがくいん、英: Sundai Michigan International Academy）は、駿台グループの駿台国際教育センターの系列で、アメリカ合衆国ミシガン州ノバイにある学校。
学校の目的は、アメリカに長期間住んでいる日本の子供たちに日本に戻った時の準備をし、新たにやって来た英語に堪能でない子供たちの支援である。2008年現在、ミシガン州内にある唯一の日本型の通年の学校であった。日中の学校プログラムに加え、放課後と週末に行われている授業がある。

## 歴史
以前はコービィ国際学院 (Koby International Academy)として知られており、1993年9月に設立された。コバヤシ・ヨシヒサにより創設され、2008年現在も校長を務めている。コバヤシは母国の日本で英語教師として働いた後、1987年にアメリカに移住した。開校する前は、デトロイトマーシー大学の経営学修士(MBA)コースに参加し、自動車業界で働いていた。
学校は放課後を豊かにするものと土曜日の補習部で始まった。1999年に日中の学校が開校し、2000年にミシガン教育省に登録された。2008年には授業料は年1万ドルであり、待機者は60人いた。2008年現在では認定されていない。公的資金を使っていないため、ミシガン教育評価プログラム (MEAP) などの標準テストを受ける必要はない。

## キャンパス
以前はノバイのピーチ・ツリー・プラザショッピングセンターとウェスト・ブルームフィールド郡区のウェスト・メープル・センター（ウェスト・メープル校）にメインのキャンパスを持っていた。2008年現在、空き店舗を借用し、ピーチ・ツリー・ショッピングセンター内で拡大する計画を持っている。

## カリキュラム
書道、英語、手芸、数学、科学のコースがある。2008年現在、1クラスに12人の生徒がいるため、そのクラスサイズにより個人的な注意を払っている。

## 学生
2008年現在、所属する生徒のほとんどが日本にすぐに帰る人である。生徒の約95%が3年以内にアメリカを離れ日本に帰国する予定であった。生徒はアナーバーやカントンなどのミシガン南東部の様々な地域に住んでいる。2008年現在、60人の学生が待機リストにある。デトロイト・ニュースのVelvet S. McNeilは「流暢な英語を話さない学生はしばしば学校を楽にしてくれるものと分かることがある」と書いている。

## 著名な被雇用者
- 方手雅塚 (Katate Masatsuka)

## ノート
- Content originated from History of the Japanese in Metro Detroit